# Dipartimento di Logone e Chari
Il dipartimento di Logone e Chari è un dipartimento del Camerun nella Regione dell'Estremo Nord.

## Comuni
Il dipartimento è suddiviso in 10 comuni:
- Blangoua
- Darak
- Fotokol
- Goulfey
- Hile-Alifa
- Kousséri
- Logone-Birni
- Makary
- Waza
- Zina